# اوئه‌سوگی توموئوکی
اوئه‌سوگی توموئوکی (به ژاپنی: 上杉 朝興 Uesugi Tomooki)؛ ۱۴۸۸ – ۱۵۳۷) فرد نظامی اهل ژاپن بود. او ارباب قلعه ادو و دشمن خاندان هوجوی اخیر بود. او رئیس خاندان اوگیگایاتسو اوئه‌سوگی یک شاخه فرعی از خاندان اوئه‌سوگی بود. ابتدا خاندان او با یک شاخه فرعی دیگر به نام خاندان یامانوئوچی اوئه‌سوگی بر سر قدرت جنگیدند اما در ژانویه ۱۵۲۴، توموئوکی به‌طور ناگهانی با سیزدهمین رهبر، اوئه‌سوگی نوریفوسا از خاندان یامانوئوچی اوئه‌سوگی صلح کرد.
در سال ۱۵۳۳، خاندان یامانوئوچی اوئه‌سوگی و خاندان تاکدا برای حمله به هوجو اوجی‌تسونا همکاری کرد و دخترش به عنوان همسر اصلی (سی‌شیتسو) پسر بزرگ تاکدا نوبوتورا، «کاتسوچیو» (تاکدا هارونوبو/شینگن) (متولد ۱۵۲۱ میلادی) با او ازدواج کرد. با این حال، هنگام زایمان در سال ۱۵۳۴، هم دختر اوئه‌سوگی توموئوکی و هم فرزندش به دلیل زایمان سخت مردند.
آنها همچنان به تهدید نظامی خاندان هوجوی اخیر ادامه دادند، زیرا در سال‌های دوم و چهارم تنبون به ولایت ساگامی حمله کردند. با این حال، بدون اینکه بتواند سرانجام قلعه ادو را پس بگیرد، در ۲۷ آوریل ۱۵۳۷ بر اثر بیماری در قلعه کاواگوئه (استان سایتاما) درگذشت. در سن ۵۰ سالگی درگذشت. پسرش اوئه‌سوگی توموسادا جانشین او شد.